# Helena Javornik

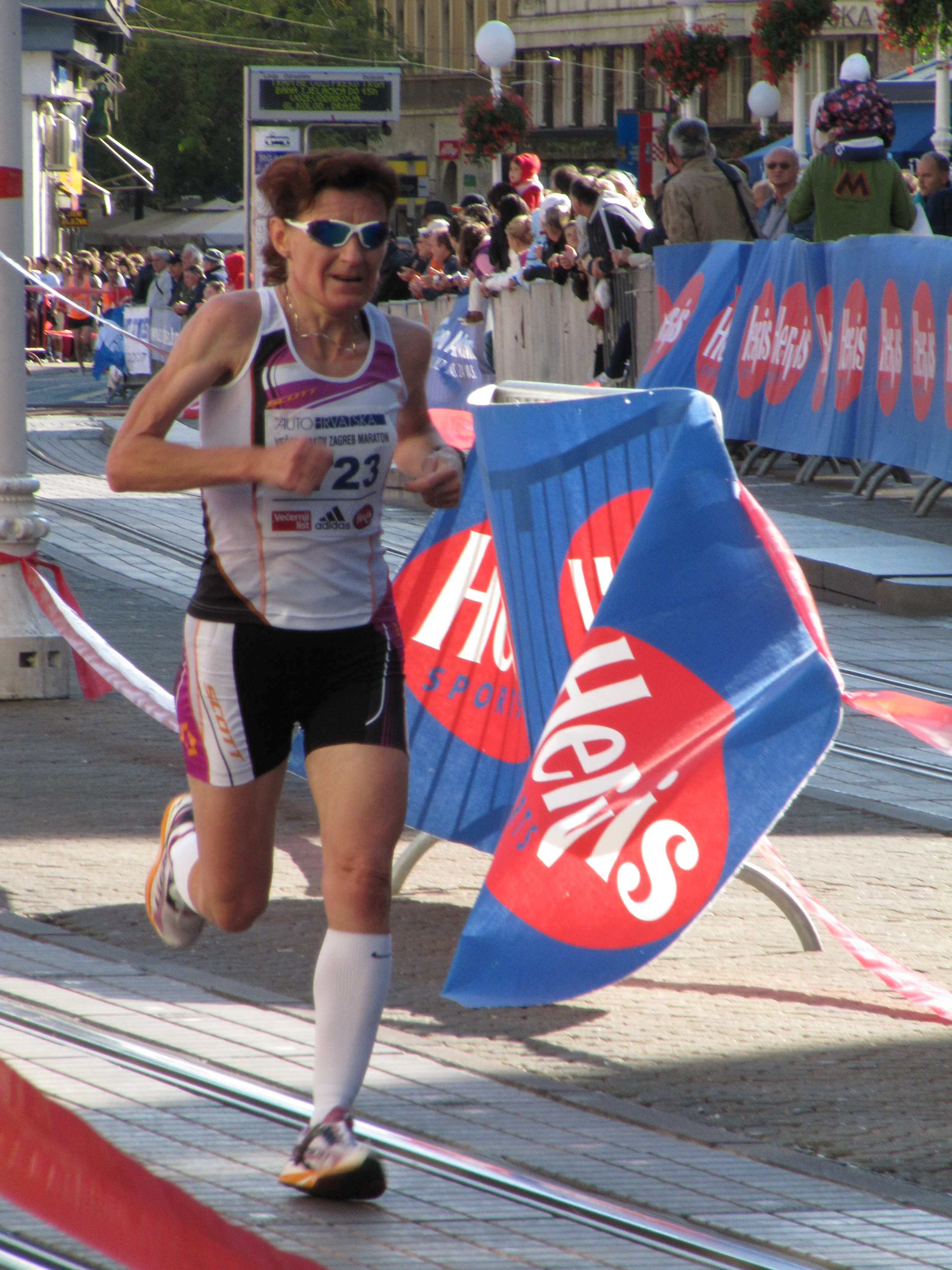
Helena Javornik, 2011

Helena Javornik (* 26. März 1966) ist eine ehemalige slowenische Langstreckenläuferin.

## Werdegang
Javornik hält die aktuellen Landesrekorde im 3000- (8:50,71 min), 5000- (15:15,40 min) und 10.000-Meter-Lauf (31:06,63 min), wobei sie letzteren als Zehnte bei den Olympischen Spielen 2004 in Athen aufstellte.
Außerdem hält sie die slowenischen Rekorde im 10-km-Straßenlauf (32:29 min), im Halbmarathon (1:09:22 h) und nicht zuletzt im Marathon: 2:27:33 h, aufgestellt bei ihrem Gewinn des Amsterdam-Marathons 2004.
Weitere Erfolge sind die Siege beim Marathon der Mittelmeerspiele 1993, beim Vienna City Marathon 1995, beim Florenz-Marathon 2002 (mit Streckenrekord), beim Prag-Halbmarathon 2003 und beim Turin-Marathon 2004. Im September 2004 gewann sie in Pertisau den Achenseelauf (23,2 km).
2005 wurde sie Dritte beim Seoul International Marathon und beim Venedig-Marathon, 2006 Zweite beim Rotterdam-Marathon. Im Jahr darauf wurde sie Dritte beim Rom-Marathon und belegte bei den Weltmeisterschaften 2007 in Ōsaka den 30. Platz.

### Dopingsperre 2008
Am 9. März 2008 wurde bei der Slowenin anlässlich des Eisbärlaufs, eines Halbmarathons im Wiener Prater, ein positiver Dopingtest durchgeführt. Die Tests waren von Wilhelm Lilge, dem Sportkoordinator von Javorniks Verein LCC Wien, initiiert worden, um über sie und die ebenfalls zum LCC Wien zählende Langstreckenläuferin Susanne Pumper angesichts kursierender Doping-Gerüchte „Klarheit“ herzustellen. Beide wurden positiv auf Erythropoetin (EPO) getestet. Helena Javornik wurde daraufhin vorläufig gesperrt. Der slowenische Leichtathletikverband sprach sie anschließend aufgrund von Zweifeln an den durchgeführten Dopinganalysen frei. 
Nach dem Freispruch startete die Slowenin beim traditionellen Faakerseelauf. Rund 20 andere Läufer, unter ihnen Roman Weger und Markus Hohenwarter, nahmen daraufhin ihre Startnummern ab und boykottierten das Rennen. Bei den nationalen slowenischen Meisterschaften wurde sie Meisterin über 5000 Meter. Sie hatte in ihrem Lauf nur eine Konkurrentin und startete nicht für den LCC Wien, sondern für Betnava Maribor.
Ende Juli 2008 legte der internationale Leichtathletikverband IAAF Einspruch gegen die Entscheidung des nationalen Verbandes beim Internationalen Sportgerichtshof (CAS) ein. Die vorläufige Suspendierung trat dadurch wieder in Kraft, so dass Javornik nicht bei den Olympischen Spielen in Peking starten durfte. Im März 2009 wurde dem Einspruch des IAAF vom Sportgerichtshof stattgegeben und Javornik wegen Dopings bis 11. Juni 2010 gesperrt.